# William Walter Greer
William Walter Greer (* 27. Juli 1865 in Sacramento, Kalifornien; † 6. Oktober 1932 ebenda) war ein US-amerikanischer Politiker. Er gehörte der Republikanischen Partei an.
Greers Eltern waren 1854 über den California Trail nach Sacramento gekommen und betrieben eine Farm. William Greer besuchte die örtlichen Schulen und war danach im Molkerei-Gewerbe tätig. Im November 1900 wurde er im Wahldistrikt 22 erstmals in die California State Assembly gewählt. 1902 gelang ihm die Wiederwahl, nach einer Neuordnung der Wahlkreise vertrat er bis 1904 den 19. Distrikt. Nach einer vierjährigen Unterbrechung trat Greer erneut zur Wahl an und wurde 1908 ein drittes Mal ins Abgeordnetenhaus gewählt.
1921 wurde William Greer zum Prohibitionsagenten ernannt, ein Amt, das er drei Jahre lang ausübte.